# Hovhannes-Smbat III.
Hovhanes-Smbat III. (armensko Հովհաննես-Սմբատ Գ, latinizirano: Hovhannes-Smbat G) je bil od leta 1020 do 1040 kralj Anija. Na prestolu je nasledil svojega očeta Gagika I. Anijskega (vladal 989–1020).

## Vladanje
Njegovemu ustoličenju leta 1020 je ostro nasprotoval njegov mlajši brat Ašot, ki se mu je leto kasneje uprl in napadel prestolnico Ani, jo osvojil in leta 1021 odstavil svojega brata Hovhannesa-Smbata III. in mu odvzel oblast. 
Po kompromisnem sporazumu med sprtima bratoma se je Ašot  strinjal, da umakne svoje uporniške sile iz Anija in dovoli zakonitemu dediču Hovhannesu-Smbatu III., da se vrne na oblast kot Hovhannes-Smbat III. Anijski in vlada samo na omejenih območjih okoli prestolnice Ani. Ašot je bil kot Ašot IV. ustoličen kot sočasni kralj in vladal v preostalih armenskih provincah bližje Perziji in Gruziji. 
Konflikti med bratoma so se kljub dogovorjenemu kompromisu nadaljevali, včasih tudi vojaški, kar je močno oslabilo armensko Bagratidsko kraljestvo. Pozimi 1021/1022 je bil Hovhannes-Smbat III. zaradi armenske podpore gruzijskemu kralju Juriju I. v gruzijsko-bizantinski vojni prisiljen za svojega dediča imenovati bizantinskega cesarja Bazilija II. Hovhannes-Smbatova dediščina je bila leta 1042, dolgo po Bazilijevi smrti, priključena k Bizantinskemu cesarstvu.